# 尚托奈 (上索恩省)
尚托奈（法語：Champtonnay，法語發音：[ʃɑ̃tɔnɛ]）是法国上索恩省的一个市镇，属于沃苏勒区。

## 地理
尚托奈（47°22'45"N, 5°40'10"E）面积5.24 平方千米，位于法国勃艮第-弗朗什-孔泰大區上索恩省，该省份为法国东部内陆省份，北起顺时针与孚日省、贝尔福地区省、杜省、汝拉省、科多尔省和上马恩省接壤。
与尚托奈接壤的市镇（或旧市镇、城区）包括：阿尔桑、努瓦龙、奥奈、瓦莱、沃内尔。
尚托奈的时区为UTC+01:00、UTC+02:00（夏令时）。

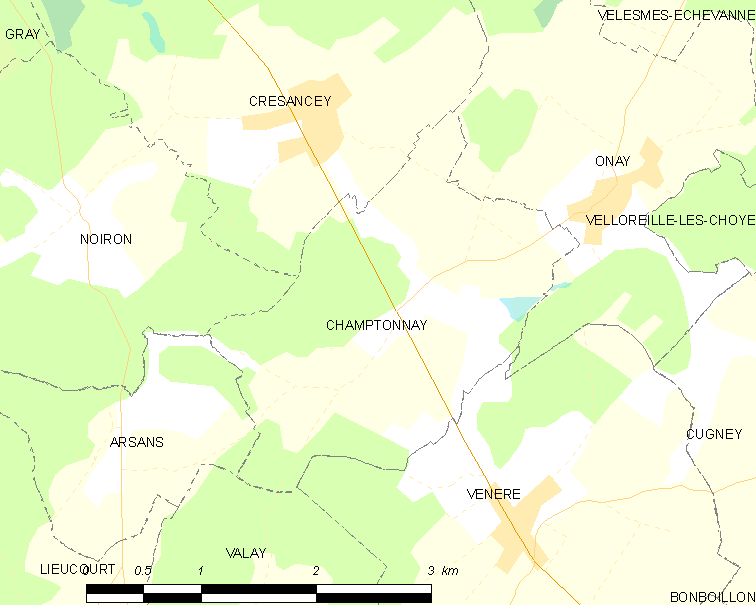
尚托奈的OSM定位图

## 行政
尚托奈的邮政编码为70100，INSEE市镇编码为70124。

## 政治
尚托奈所属的省级选区为格雷县。

## 人口

1962-2008年间尚托奈人口变化图示

尚托奈于2022年1月1日时的人口数量为80人。